# Antarcticodomus fallai
Antarcticodomus fallai es una especie de coleóptero de la familia Salpingidae.

## Distribución geográfica
Habita en  la Isla Campbell (Canadá) (Columbia Británica).